# Quercus lineata
Quercus lineata Blume – gatunek roślin z rodziny bukowatych (Fagaceae Dumort.). Występuje naturalnie w północnej części Tajlandii. 

## Morfologia
PokrójZimozielone drzewo dorastające do 10–20 m wysokości. Pień wyposażony jest w korzenie podporowe. Kora jest gładka.
LiścieBlaszka liściowa ma owalny, podługowato-eliptyczny lub lancetowaty kształt. Mierzy 8–25 cm długości oraz 3–8 cm szerokości, jest ząbkowana przy wierzchołku, ma ostrokątną nasadę i spiczasty wierzchołek. Ogonek liściowy jest nagi i ma 15–28 mm długości.
OwoceOrzechy zwane żołędziami o jajowatym kształcie, dorastają do 20–30 mm długości. Osadzone są pojedynczo w łuskowatych miseczkach mierzących 30–35 mm średnicy.